# Chlorophytum sylvestre
Chlorophytum sylvestre är en sparrisväxtart som beskrevs av Bardot-vaucoulon. Chlorophytum sylvestre ingår i släktet ampelliljor, och familjen sparrisväxter. Inga underarter finns listade i Catalogue of Life.